# حمد الأحبابي
حمد الأحبابي (مواليد 4 يناير 1991، لاعب كرة قدم إماراتي يجيد اللعب في الهجوم .
لعب سابقاً مع نادي العين و أعاره العين إلى الظفرة عام 2012 و عاد إلى العين عام 2014 و انتقل إلى الظفرة عام 2015 و انتقل إلى نادي بني ياس عام 2017 .

## روابط خارجية
- حمد الأحبابي على موقع Soccerway.com (الإنجليزية)